# Meliza Haradinaj-Stublla
Meliza Haradinaj-Stublla (ur. 1984 w Prisztinie) – kosowska polityk i dyplomata, działaczka Sojuszu dla Przyszłości Kosowa, minister spraw zagranicznych Kosowa w latach 2020-2021.

## Życiorys
Ukończyła studia politologiczne na Uniwersytecie Amerykańskim w Kosowie, a następnie dyplomację na uniwersytecie oksfordzkim. W latach 2009–2013 była radną miasta Prisztiny. Była współzałożycielką Kosowskiego Instytutu Dyplomacji w Prisztinie. W latach 2017–2019 pełniła funkcję doradcy politycznego premiera Ramusha Haradinaja. W czerwcu 2020 objęła kierownictwo resortu spraw zagranicznych, w gabinecie Avdullaha Hotiego. Była pierwszą kobietą w historii Kosowa, która pełniła ten urząd. W okresie sprawowania przez nią urzędu Kosowo ustanowiło relacje dyplomatyczne z Izraelem.
W marcu 2021 podała się dymisji i zrezygnowała z kierowania Sojuszem dla Przyszłości Kosowa, w wyniku oskarżeń jakoby jej mąż przekupywał urzędników, aby zapewnić żonie zwycięstwo w przedterminowych wyborach parlamentarnych. Swoją rezygnację tłumaczyła koniecznością walki o odrzucenie oskarżeń skierowanych pod jej adresem i obronę dobrego imienia przed sądem.
W życiu prywatnym Meliza Haradinaj-Stublla jest mężatką (mąż Dardan Stublla jest przedsiębiorcą), ma dwoje dzieci.